# تيري أنتوني
تيري أنتوني (بالإنجليزية: Terry Anthony)‏ هو لاعب كرة قدم أمريكية أمريكي، ولد في 9 مارس 1968 في دايتونا بيتش في الولايات المتحدة.

## وصلات خارجية
- تيري أنتوني على موقع مرجع كرة القدم المحترفة.كوم (الإنجليزية)